# Nagy Gergő (labdarúgó, 1993)
Nagy Gergő (Gyula, 1993. január 7. –) magyar labdarúgó, a Békéscsabai Előre játékosa.

## Pályafutása

### Klubcsapatokban
Szülőhelyén Gyulán, majd Békéscsabán kezdett el junior játékosként focizni. Tizennégy esztendős korában került Kispestre a Magyar Futball Akadémiára.  2010. november 26-án debütált a felnőtt csapatban a Vasas elleni 0-0-ás mérkőzésen csereként lépett pályára. Az akadémiát végzettek közül többen is rendszeresen szerepeltek első osztályú csapatokban, de ő volt az első, aki közülük elmondhatta, hogy túl van a századik élvonalbeli szereplésen. A 2016–17-es szezonban tagja volt a bajnokcsapatnak.

### A válogatottban
2018. augusztusában meghívót kapott Marco Rossi szövetségi kapitánytól a finn és a görög válogatott elleni Nemzetek Ligája mérkőzésekre készülő magyar válogatott 23 fős keretébe.

## Sikerei, díjai
Budapest Honvéd
- Magyar bajnokság (NB I)
  - bajnok: 2016–17[4]
- Magyar kupa
  - győztes: 2020